# Veritatis Splendor

Brasão pontifício de João Paulo II.

Veritatis Splendor (em português "O esplendor da verdade") são as duas primeiras palavras do texto em latim que intitulam uma encíclica do Papa João Paulo II: "Veritatis splendor in omnibus Creatoris operibus effulget".
O documento expressa a posição da Igreja Católica sobre a condição do homem perante o bem e o mal e sobre o papel da Igreja na educação moral:
Hoje, porém, parece necessário reflectir sobre o conjunto do ensinamento moral da Igreja, com a finalidade concreta de evocar algumas verdades fundamentais da doutrina católica que, no actual contexto, correm o risco de serem deformadas ou negadas. (Artigo 4)
A encíclica foi promulgada em 6 de agosto de 1993.
Foi a décima encíclica do Papa João Paulo II (das catorze por ele promulgadas). Sucedeu à encíclica "Centesimus Annus" e antecedeu a "Evangelium Vitae". 

## Sumário
- Cap. I. «Mestre, o que devo fazer de bom…?» (Mt 19, 16)
- Cap. II. «Não vos conformeis com a mentalidade deste mundo» (Rm 12, 2)
  - I. A liberdade e a lei
  - II. A consciência e a verdade
  - III. A opção fundamental e os comportamentos concretos
  - IV. O ato moral

- Cap. III. «Para não se desvirtuar da cruz de Cristo» (1 Cor 1, 17)
- Conclusão.